# Corner of My Sky
„Corner of My Sky“ je píseň velšské hudebnice Kelly Lee Owens z roku 2020. Vyšla na jejím druhém sólovém albu Inner Song a zpívá v ní John Cale. Později k ní byl natočen videoklip, ve kterém hlavní roli ztvárnil Michael Sheen.

## Pozadí
Píseň „Corner of My Sky“ poprvé vyšla 4. srpna 2020 jako čtvrtý singl z druhého alba Kelly Lee Owens nazvaného Inner Song. Celé album pak vyšlo 28. srpna téhož roku. Autory hudby jsou Kelly Lee Owens a James Greenwood a text napsal John Cale, o několik generací starší, rovněž velšský hudebník. Na aranžování písně spolupracoval Cherif Hashizume. Cale zároveň píseň nazpíval. V jejím textu se mísí angličtina s velštinou, Caleovým rodným jazykem, který však již několik desetiletí nepoužívá. Owensová mu nejprve poslala instrumentální nahrávku a Cale hned při prvním poslechu vymyslel text.

## Videoklip
Dne 23. září 2020 byl zveřejněn oficiální videoklip, natočený norským režisérem Kasperem Häggströmem (ten jej zároveň sestříhal). Hlavní roli v něm ztvárnil velšský herec Michael Sheen. Ten ve videu, jehož převážná část se odehrává v kuchyni, vkládá krajíce chleba do toasteru; ty však záhadně mizí. Po chvíli přichází doručovatel (Conor Kennedy), který nejeví přílišný zájem. Později kamera ukazuje krajíce chleba na různých místech v krajině. V té době se ve videu ukazuje také sama Kelly Lee Owens, nejprve na pláži, kde nachází krajíce chleba, poté v Sheenově kuchyni. Tam děj končí. Zatímco původní verze písně dosahuje délky 7 minut a 27 sekund, verze použitá ve videoklipu byla zkrácena na 6 minut a 20 sekund. Sheen o účasti na videoklipu prohlásil: „Kellyinu hudbu už mám nějaký čas rád a příležitost být součástí této velšské Svaté Trojice, zahrnující Kelly, Johna Calea a kouzelný toustovač, byla příliš dobrá na to, abych si ji nechal ujít.“ Klip byl natočen v pohoří Brecon Beacons na jihu Walesu.